# المهدج
قرية المهدج تقع بمنطقة جازان جنوبي غرب المملكة العربية السعودية، وتحديداً شمال شرق محافظة أبي عريش.غالبيه سكان مهدج الأعلى من قبيلة الدبش 

## نبذة
تنقسم قرية المهدج إلى قسمين المهدج الأعلى والمهدج الأسفل.
- المهدج الأعلى: غالبية من قبيلة الدبش «دبش».

طبيعة المهدج الأعلى الجغرافية صخرية.
- المهدج الأسفل: غالبية سكان القرية أزايبه «أزيبي»

تكثر بها من الناحية الشرقية والشمالية نبات الأراك وهو نبات يؤخذ منه أعواد السواك.
وعلى عكس المهدج الأعلى المهدج الأسفل أراضيها مستوية وزراعية خصبة
وتتميز بوفرة محاصيلها من المانجو والتين والجوافة ونبات البابايا وبعض الخضروات مثل الطماطم والبامية. وتحدها قنوات الري القادمة من سد وادي جازان من الناحية الشمالية والغربية. ويوجد على طرفها الشمالي الشرقي مشروع التنمية الزراعية التابع لوزارة الزراعة وحقول البحث والتجارب الزراعية.
تشهد القرية نشاط عمراني ولكنها رغم قربها الشديد من محافظة أبو عريش فهي تفتقر لبعض الخدمات الهامة، ويوجد في طرفها الشمالي مزرعة أمير المنطقة محمد بن ناصر.